# Jüdische Gemeinde Hellimer
Eine Jüdische Gemeinde in Hellimer, einer französischen Gemeinde im Département Moselle in Lothringen, bestand schon mindestens seit dem 18. Jahrhundert.

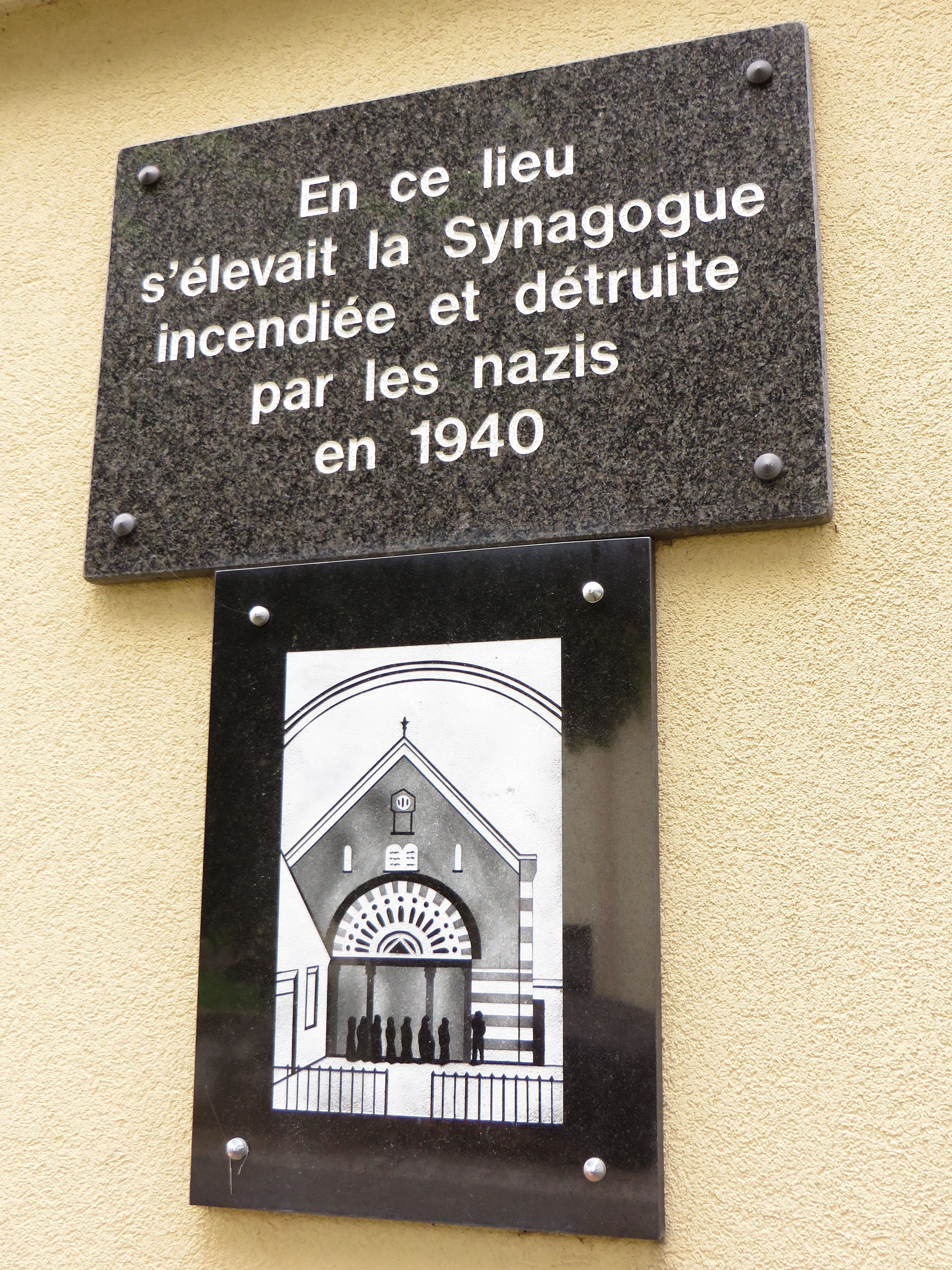
Gedenktafel für die 1940 von deutschen Truppen zerstörte Synagoge

## Geschichte
Die älteste bekannte Synagoge in Hellimer bestand bis zum Bau der neuen Synagoge 1822. Die neue Synagoge ähnelte der Synagoge Nancy. Sie befand sich in der Rue de l’École und wurde im Juni 1940 von den deutschen Truppen während des Zweiten Weltkriegs zerstört.
Zum Gottesdienst kamen auch die jüdischen Bewohner der umliegenden Dörfer nach Hellimer.

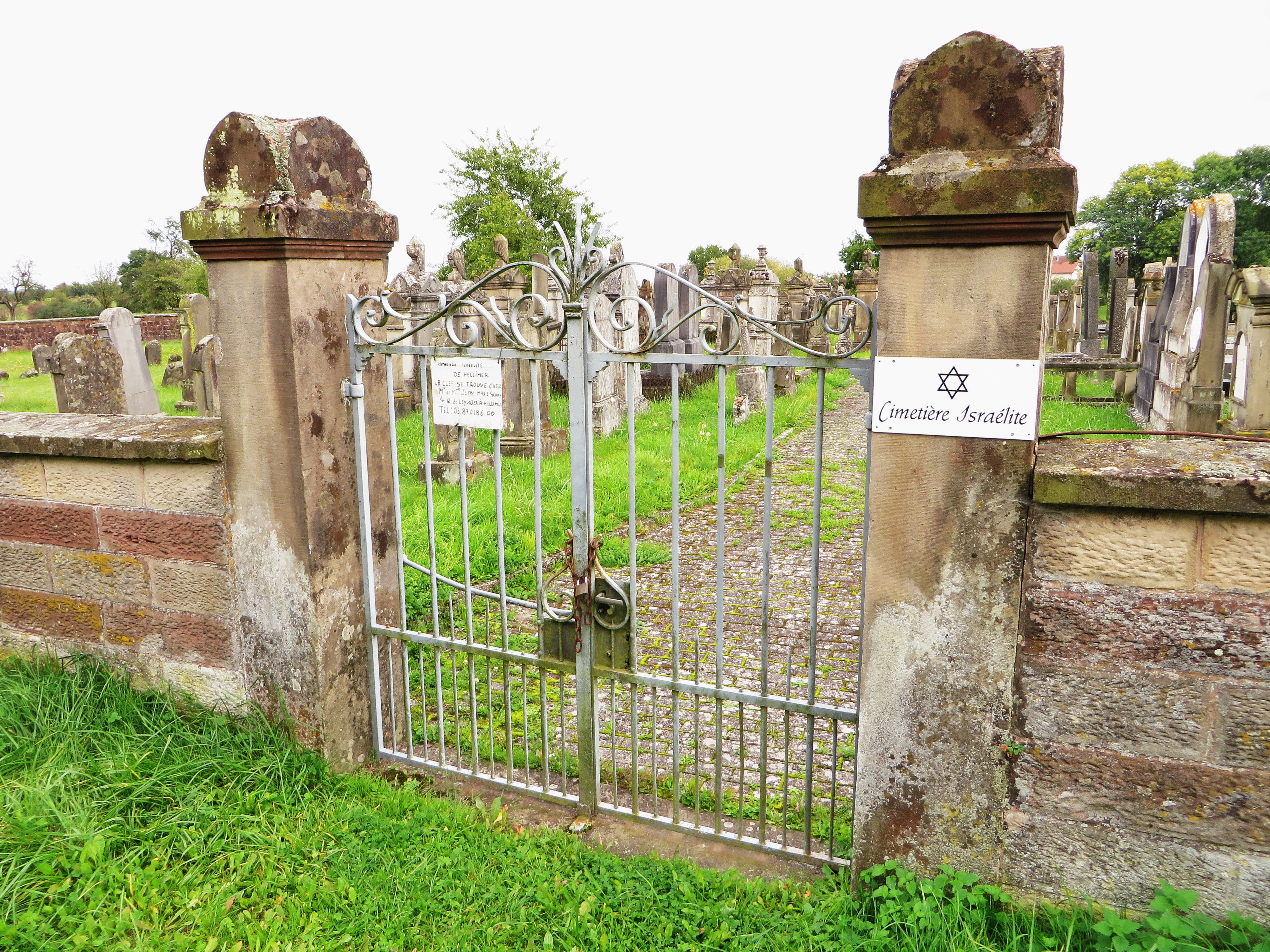
Jüdischer Friedhof in Hellimer

## Friedhof
Der jüdische Friedhof  von Hellimer befindet sich in der Rue du Kirchweg. Der Friedhof wurde von den deutschen Besatzern zum Verkauf angeboten und der Bürgermeister rettete ihn vor der Zerstörung, indem er ihn selbst erwarb.